# Колманскоп
Колманскоп (африк. Kolmanskop, нем. Kolmannskuppe) — покинутый город в Намибии, расположенный в пустыне Намиб, в 10 километрах к востоку от порта Людериц на побережье Атлантического океана, к югу от аэропорта Людериц на территории области Карас и национального парка «Шпергебит».

## История

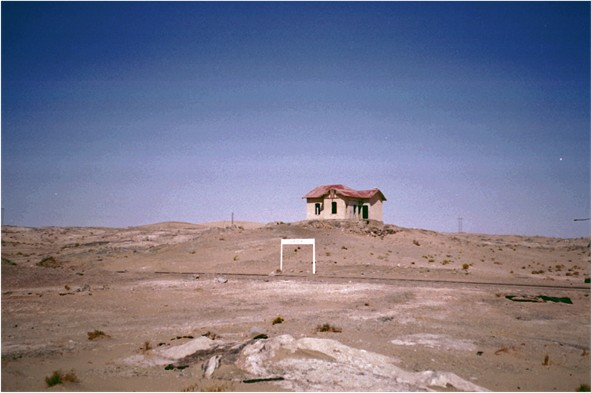
Станция Грасплац

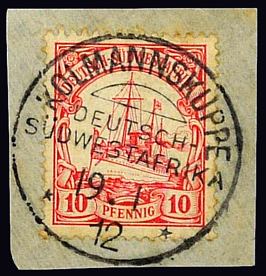
Марки для Hемецкой Юго-Западной Африки штемпелем Колманнскуппе 1912

В 1905 году в Германской Юго-Западной Африке было начато строительство железной дороги Людериц — Зехайм. 10 апреля 1908 года железнодорожный рабочий Захариас Левала обнаружил в песке на станции Грасплац мелкий алмаз. Находку рабочий отдал дорожному мастеру Августу Штауху, который был минералогом-любителем и владельцем лицензии на разведку. Он решил, что по долине, где были найдены алмазы, ветер несёт песок из примыкающей к устью реки Оранжевой южной части пустыни Намиб далее на север. Именно туда мелкие алмазы, выносимые рекой в океан, а затем выбрасываемые прибоем на берег, переносятся вместе с песком. Август Штаух отдал находку Левалы и свои находки горному инженеру Зёнке Ниссену, который подтвердил, что это алмазы. Штаух и Ниссен выкупили право на добычу алмазов на территории 75 квадратных километров и объявили о своём открытии.
Началась «Алмазная лихорадка». В сентябре 1908 года немецкий министр Бернхард Дернбург создал запретную зону (нем. Sperrgebiet) на территории вдоль железной дороги Людериц — Зехайм для контроля и борьбы с контрабандой алмазов. Были основаны шахтёрские города Колманскоп и Элизабет-Бэй. Название города на языке африкаанс означает «холм Коулмана» по названию местной достопримечательности — холма, на вершине которого в 1905 году нама Джонни Коулман (Johnny Coleman) в песчаную бурю бросил свою арбу, запряженную волами. Через несколько лет в городе были построены большие дома, школа, больница, магазин, почта, пекарня, скотобойня с коптильней, клуб с рестораном, баром и библиотекой и даже концертный зал, в котором были спортзал и кегельбан. А ещё через несколько лет городок превратился в образцовый немецкий город. В городе было всего две улицы. В городе появилась первая в Африке конка, в 1911 году во все здания было проведено электричество. Но в городе в пустыне было тяжело жить: нет воды, частые песчаные бури. Опреснённую воду получали близ Людерица. В городе была фабрика по производству льда, варили собственное пиво, делали содовую воду, лимонад и сосиски. Из Европы приглашались оперные и театральные труппы.
До начала Первой мировой войны в Колманскопе было найдено около пяти миллионов карат алмазов. Во время Первой мировой войны, в 1915 году, в ходе Югозападноафриканской кампании немногочисленные германские колониальные войска в Юго-Западной Африке были разгромлены, по Версальскому договору Юго-Западная Африка перешла под управление Южно-Африканского Союза. Экономические и социальные последствия Первой мировой войны сопровождались спадом в добыче алмазов.
В 1920 году немецкие горнодобывающие компании продали свои доли компании Consolidated Diamond Mines of South West Africa, Ltd., основанной Эрнестом Оппенгеймером — подразделению De Beers, контролировавшей территорию запретной зоны «Шпергебит» до 1994 года. В 1920-е годы в Колманскопе жило 344 белых поселенца и 800 местных рабочих, нанятых по срочному контракту. В Колманскопе появился первый в Южной Африке рентгеновский аппарат.
В 1926 году Ганс Меренски открыл другое богатейшее месторождение алмазов на берегах реки Оранжевой, в 270 километрах от Колманскопа в районе города Александер-Бей. Близ Колманскопа запасы алмазов иссякли. В 1936 году был основан Ораньемунд, начата разработка месторождений на берегах реки Оранжевой. Туда стали переезжать жители Колманскопа. В 1956 году была закрыта больница в Колманскопе и город был окончательно покинут.
С тех пор Колманскоп так и стоит заброшенным посреди песчаной пустыни. Большая часть домов почти целиком засыпана песком. В 1980 году компания De Beers отреставрировала здания магазина и концертного зала, создала музей под открытым небом. В настоящее время город посещается туристами. В нём также снимаются художественные и документальные фильмы.